# Piet van Heusden
Piet van Heusden, né le 11 juillet 1929 à Amsterdam et mort le 15 janvier 2023, est un coureur cycliste néerlandais, champion du monde de poursuite individuelle amateur en 1952.

## Palmarès

### Championnats du monde
- 1952
  -  Champion du monde de poursuite individuelle amateur

### Championnats nationaux
- Champion des Pays-Bas de poursuite individuelle amateurs en 1952, 1953, 1954, 1955